# Inga suborbicularis
Inga suborbicularis là một loài rau đậu thuộc họ Fabaceae.
Loài này chỉ có ở Brasil.

## Hình ảnh

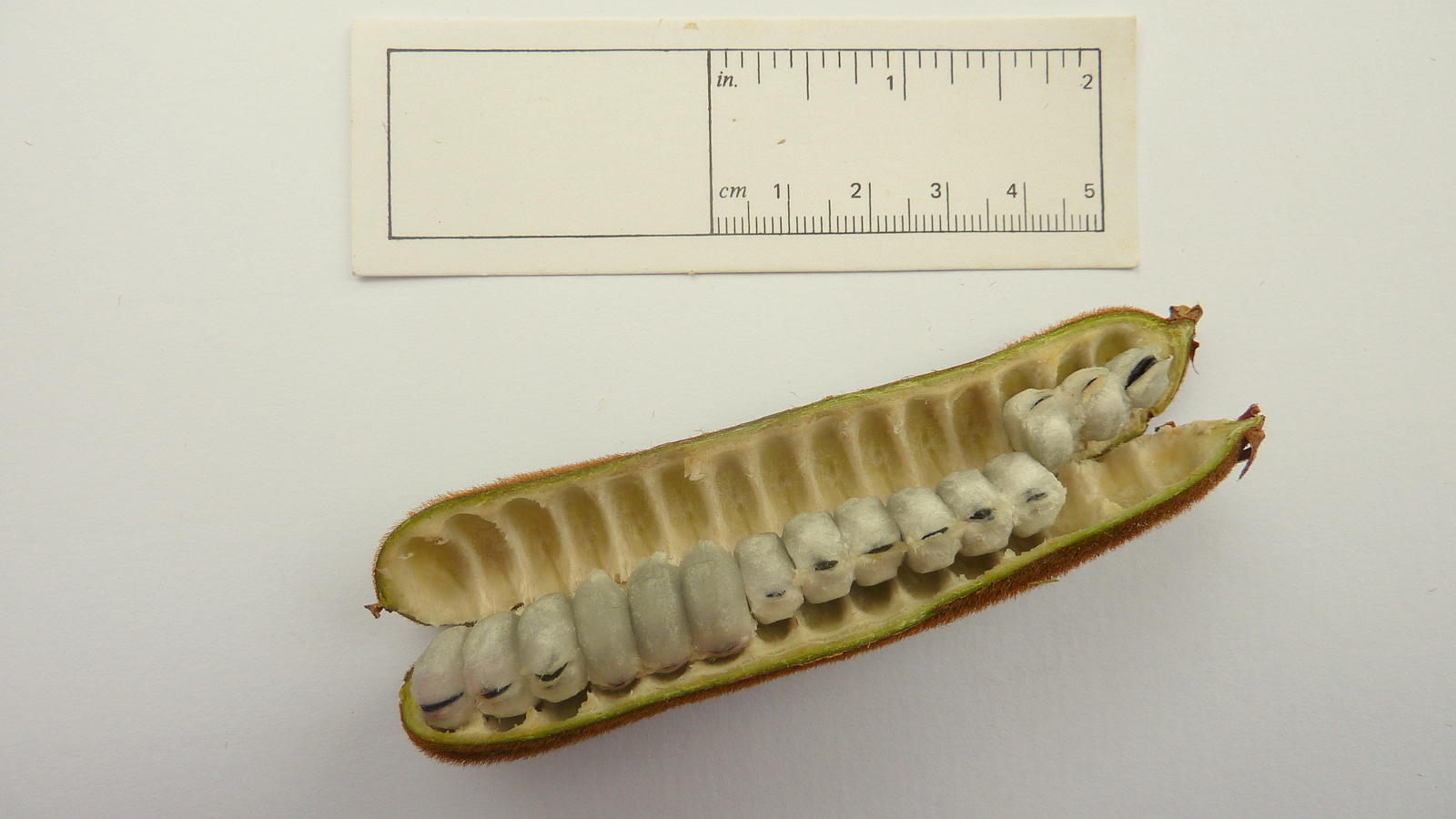
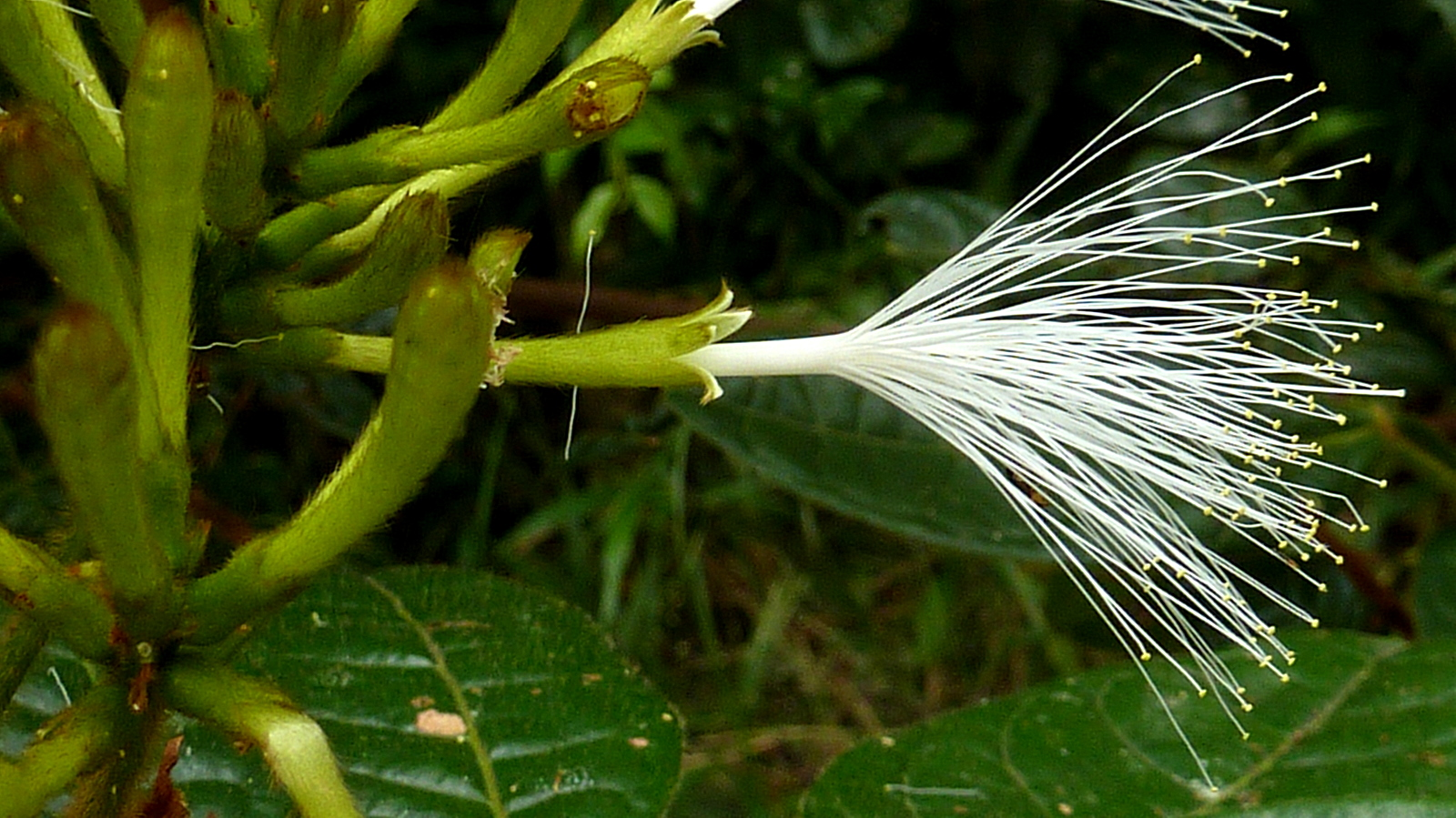